# Francisco Alarcón Cruz
Francisco Arturo Alarcón Cruz (Santiago, Región Metropolitana de Santiago, Chile, 25 de febrero de 1990) es un futbolista chileno que se desempeña como defensa y milita en Deportes  Recoleta de la Primera B de Chile.

## Trayectoria
Realizó todo el proceso de divisiones inferiores en Unión Española, debutando profesionalmente en la Primera División de Chile 2010 en la victoria como visitante por 5-0 a Huachipato, ingresando como suplente en el minuto 25' tras  una lesión de Miguel Aceval.
Luego de su debut, se mantendría jugando de manera irregular en el equipo hispano, llegando a disputar la Copa Libertadores en dos ocasiones, alternando con participaciones por el equipo filial en la Segunda División Profesional de Chile. Ante la falta de continuidad, es cedido a préstamo a San Martín de San Juan de la Primera División de Argentina, donde permanecería un año, siendo parte del descenso de su equipo a la Primera B Nacional.
Para la temporada 2013/14 regresaría al fútbol chileno, tras ser cedido a Everton de Viña del Mar. En el club oro y cielo sólo jugó un semestre, tras no ser tenido en cuenta por el entrenador Omar Labruna. Luego fue cedido nuevamente, pero esta vez a Rangers, llegando para reemplazar a Carlos Garrido, quien se perdería toda la temporada por una lesión que finalmente lo haría dejar el fútbol profesional. Con los piducanos tendría una buena campaña pero viviría un nuevo descenso en su carrera, esta vez a la Primera B de Chile, regresando al club dueño de su pase.
Tras jugar la Copa Chile 2014/15 con Unión Española, partiría a Deportes Antofagasta por una temporada y después pasaría a las filas de Palestino. En club árabe, el técnico Pablo Guede, ante la falta de especialistas, sorprendería haciéndolo ingresar como delantero en un partido frente a Universidad Católica, aprovechando su estatura.
En la temporada temporada 2016/17 cambiaría nuevamente de club, fichando por Universidad de Concepción, donde disputaría la Copa Sudamericana 2016 y el Transición 2017. En el elenco universitario sería el jugador que más autogoles cometió en el torneo, pese a ser uno de los pilares de la defensa.
Durante la preparación de la Universidad de Concepción para afrontar la temporada 2018, no sería tomado en cuenta para ser parte del plantel, y tras un fallido regreso a Rangers se mantendría entrenando en Santiago junto a otros colegas y exfutbolistas, consiguiendo durante el segundo semestre de aquel año ser fichado por Santiago Wanderers. Con los porteños sería una de las piezas claves en el repunte caturro durante la Primera B de Chile 2018 renovando para una temporada más
Durante 2021, tras un partido ante Unión Española donde fue reemplazado, insultó al entrenador Emiliano Astorga, por lo que el presidente del club, Reinaldo Sánchez, anunció su salida del club. Alarcón indicó que nunca insultó al entrenador, pero que ya le había pedido las disculpas del caso.
Tras su salida de Wanderers, regresó por un semestre a Universidad de Concepción. En diciembre de 2021, fue anunciado como nuevo jugador de Cobresal para la temporada 2022.

## Selección nacional
Fue parte de una Selección de fútbol sub-23 de Chile liderada por Eduardo Berizzo, asistente de Marcelo Bielsa en aquel momento, para jugar la Copa Intercontinental de Malasia Sub-23 de 2008 donde llegaría a disputar un encuentro.

## Estadísticas

### Clubes
| Club                              | Div.          | Temporada     | Liga  | Liga  | Copas nacionales | Copas nacionales | Torneos internacionales | Torneos internacionales | Total | Total |
| Club                              | Div.          | Temporada     | Part. | Goles | Part.            | Goles            | Part.                   | Goles                   | Part. | Goles |
| --------------------------------- | ------------- | ------------- | ----- | ----- | ---------------- | ---------------- | ----------------------- | ----------------------- | ----- | ----- |
| Unión Española · Chile            | 1ª            | 2010          | 9     | 0     | 1                | 0                | —                       | —                       | 10    | 0     |
| Unión Española · Chile            | 1ª            | 2011          | 3     | 0     | 1                | 0                | 1                       | 0                       | 5     | 0     |
| Unión Española · Chile            | 1ª            | 2012          | 10    | 0     | 2                | 0                | 2                       | 0                       | 14    | 0     |
| Unión Española B · Chile          | 3ª            | 2012          | 9     | 2     | —                | —                | —                       | —                       | 9     | 2     |
| Unión Española B · Chile          | Total club    | Total club    | 9     | 2     | 0                | 0                | 0                       | 0                       | 9     | 2     |
| San Martín de San Juan Argentina  | 1ª            | 2012-13       | 12    | 1     | 1                | 0                | —                       | —                       | 13    | 1     |
| San Martín de San Juan Argentina  | Total club    | Total club    | 12    | 1     | 1                | 0                | 0                       | 0                       | 13    | 1     |
| Everton · Chile                   | 1ª            | 2013-14       | 16    | 0     | 6                | 0                | —                       | —                       | 22    | 0     |
| Everton · Chile                   | Total club    | Total club    | 16    | 0     | 6                | 0                | 0                       | 0                       | 22    | 0     |
| Rangers · Chile                   | 1ª            | 2013-14       | 12    | 2     | —                | —                | —                       | —                       | 12    | 2     |
| Rangers · Chile                   | Total club    | Total club    | 12    | 2     | 0                | 0                | 0                       | 0                       | 12    | 2     |
| Unión Española · Chile            | 1ª            | 2014-15       | —     | —     | 6                | 0                | —                       | —                       | 6     | 0     |
| Unión Española · Chile            | Total club    | Total club    | 22    | 0     | 10               | 0                | 3                       | 0                       | 35    | 0     |
| Deportes Antofagasta · Chile      | 1ª            | 2014-15       | 23    | 1     | 2                | 0                | —                       | —                       | 25    | 1     |
| Deportes Antofagasta · Chile      | Total club    | Total club    | 23    | 1     | 2                | 0                | 0                       | 0                       | 25    | 1     |
| Palestino · Chile                 | 1ª            | 2015-16       | 15    | 1     | 4                | 0                | —                       | —                       | 19    | 1     |
| Palestino · Chile                 | Total club    | Total club    | 15    | 1     | 4                | 0                | 0                       | 0                       | 19    | 1     |
| Universidad de Concepción · Chile | 1ª            | 2016-17       | 23    | 2     | 2                | 0                | 1                       | 0                       | 26    | 2     |
| Universidad de Concepción · Chile | 1ª            | 2017          | 11    | 0     | 2                | 0                | —                       | —                       | 13    | 0     |
| Santiago Wanderers · Chile        | 2ª            | 2018          | 17    | 2     | —                | —                | —                       | —                       | 17    | 2     |
| Santiago Wanderers · Chile        | 2ª            | 2019          | 22    | 2     | 3                | 0                | —                       | —                       | 25    | 1     |
| Santiago Wanderers · Chile        | 1ª            | 2020          | 27    | 1     | —                | —                | 0                       | 0                       | 27    | 1     |
| Santiago Wanderers · Chile        | 1ª            | 2021          | 16    | 0     | 2                | 0                | 0                       | 0                       | 18    | 0     |
| Santiago Wanderers · Chile        | Total club    | Total club    | 82    | 5     | 5                | 0                | 0                       | 0                       | 87    | 4     |
| Universidad de Concepción · Chile | 2ª            | 2021          | 10    | 2     | —                | —                | —                       | —                       | 10    | 2     |
| Universidad de Concepción · Chile | Total club    | Total club    | 44    | 2     | 4                | 0                | 1                       | 0                       | 49    | 2     |
| Cobresal · Chile                  | 1ª            | 2022          | 22    | 2     | 1                | 0                | —                       | —                       | 25    | 2     |
| Cobresal · Chile                  | 1ª            | 2023          | 26    | 1     | 3                | 0                | 1                       | 0                       | 30    | 1     |
| Cobresal · Chile                  | 1ª            | 2024          | 11    | 0     | 0                | 0                | 3                       | 0                       | 14    | 0     |
| Cobresal · Chile                  | Total club    | Total club    | 59    | 1     | 4                | 0                | 4                       | 0                       | 69    | 3     |
| Total carrera                     | Total carrera | Total carrera | 294   | 15    | 36               | 0                | 8                       | 0                       | 338   | 15    |
| 1. 2. 3.                          |               |               |       |       |                  |                  |                         |                         |       |       |

### Resumen estadístico
| Competición                           | Partidos | Goles |
| ------------------------------------- | -------- | ----- |
| Primera División de Chile             | 122      | 6     |
| Primera División de Argentina         | 12       | 1     |
| Primera B de Chile                    | 37       | 3     |
| Segunda División Profesional de Chile | 9        | 2     |
| Copa Chile                            | 29       | 0     |
| Copa Argentina                        | 1        | 0     |
| Copa Libertadores                     | 3        | 0     |
| Copa Sudamericana                     | 1        | 0     |
| Total                                 | 214      | 12    |

## Palmarés

### Títulos nacionales
| Título    | Club               | País  | Año  |
| --------- | ------------------ | ----- | ---- |
| Primera B | Santiago Wanderers | Chile | 2019 |